# Франклін (Небраска)
Франклін (англ. Franklin) — місто (англ. city) в США, в окрузі Франклін штату Небраска. Населення — 941 особа (2020).

## Географія
Франклін розташований за координатами 40°5′48″ пн. ш. 98°57′5″ зх. д. / 40.09667° пн. ш. 98.95139° зх. д. (40.096549, -98.951425).  За даними Бюро перепису населення США в 2010 році місто мало площу 2,57 км², уся площа — суходіл.

## Демографія
Згідно з переписом 2010 року, у місті мешкало 1000 осіб у 443 домогосподарствах у складі 264 родин. Густота населення становила 389 осіб/км².  Було 519 помешкань (202/км²).
Расовий склад населення:
| - 98,4 % — білих - 0,4 % — корінних американців - 0,1 % — азіатів |

До двох чи більше рас належало 0,7 %. Частка іспаномовних становила 1,5 % від усіх жителів.
За віковим діапазоном населення розподілялося таким чином: 23,4 % — особи молодші 18 років, 49,1 % — особи у віці 18—64 років, 27,5 % — особи у віці 65 років та старші. Медіана віку мешканця становила 48,5 року. На 100 осіб жіночої статі у місті припадало 84,5 чоловіків;  на 100 жінок у віці від 18 років та старших — 81,5 чоловіків також старших 18 років.
Середній дохід на одне домашнє господарство  становив 50 029 доларів США (медіана — 42 065), а середній дохід на одну сім'ю — 62 371 долар (медіана — 56 250). Медіана доходів становила 40 417 доларів для чоловіків та 27 426 доларів для жінок. За межею бідності перебувало 12,2 % осіб, у тому числі 11,2 % дітей у віці до 18 років та 7,8 % осіб у віці 65 років та старших.
Цивільне працевлаштоване населення становило 542 особи. Основні галузі зайнятості: освіта, охорона здоров'я та соціальна допомога — 25,6 %, роздрібна торгівля — 16,8 %, транспорт — 7,7 %, сільське господарство, лісництво, риболовля — 7,6 %.